# Jones and the Lady Book Agent
Jones and the Lady Book Agent er en amerikansk stumfilm fra 1909 af D. W. Griffith.

## Medvirkende
- John R. Cumpson som Mr. Jones
- Florence Lawrence som Mrs. Jones
- Flora Finch
- Mack Sennett som Smith
- Gertrude Robinson